# الطرم (جنين)
خربة الطرم  هي قرية تقع على قمة مرتفعة من أراضي مدينة يعبد غربي مدينة جنين وعلى مسافة 9.3 كم عنها، بارتفاع يصل إلى 400 متر عن مستوى سطح البحر. يوجد فيها مجموعة من المنازل الحجرية القديمة مكونة من طابق واحد، ومعظمها مهجورة. أما المنازل الحالية فهي مبنية من الحجر والطين والخشب والشيد والإسمنت.

## تاريخها
حدثت فيها المعركة التي استشهد فيها الشيخ عز الدين القسام ورفاقه  في 19 تشرين الثاني من عام 1935.

## سكان القرية
قديماً كانت الخربة جزء من بلدة يعبد، في عام 1997، بدأ الجهاز المركزي للإحصاء الفلسطيني باعتبار الخربة  قرية مستقلة من ناحية عدد سكانها، قدر عدد سكانها عام 1997 بـ 297 نسمة. وفي عام 2007، 365 نسمة. أما عام 2017 بلغ عدد سكان القرية 492 نسمة، وفي عام 2023 ارتفع إلى 556 نسمة.